# Хлопковая контора в Новом Орлеане
«Хлопковая контора в Новом Орлеане» (фр. Le Bureau de coton à La Nouvelle-Orléans) — картина французского художника-импрессиониста Эдгара Дега, созданная в 1873 году.
В 1878 году полотно было приобретено Художественным музеем По за 2000 франков. «Хлопковая контора в Новом Орлеане» стала для Дега первой картиной купленной музеем, заодно и первой картиной импрессионистов, проданная не частному лицу, а музею.
Продажа этого произведения стала поворотным моментом для карьеры Дега. Художник привлёк к себе ещё больше внимания и продвинулся в финансовой независимости.
Дега создал картину в начале 1873 года во время длительного визита к родственникам в Новый Орлеан. Дега был единственным крупным французским импрессионистом, который путешествовал по Соединенным Штатам и рисовал американские сюжеты.

## История создания

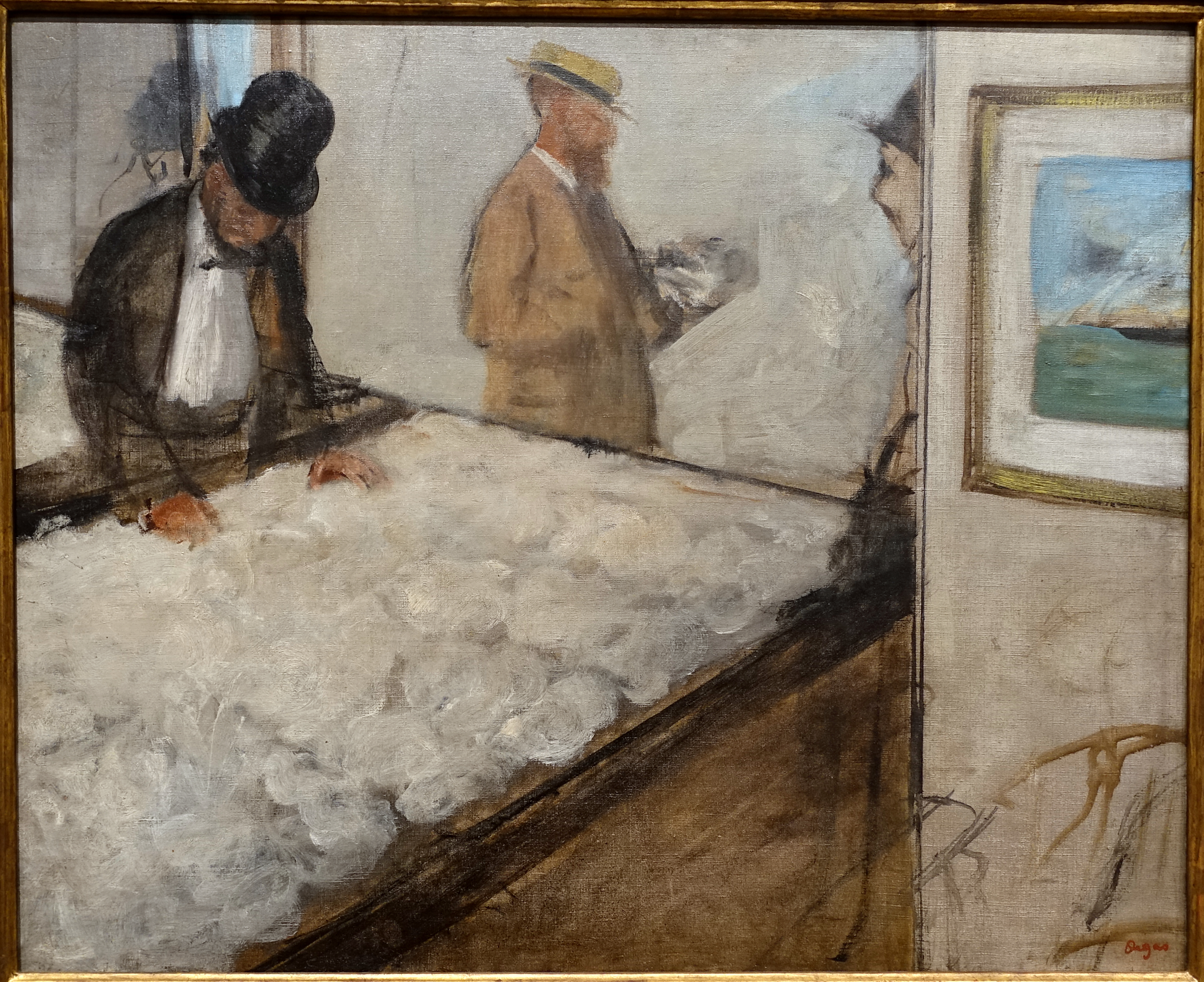
Набросок к картине

Эдгар Дега путешествовал из Европы в Новый Орлеан в конце 1872 года со своим братом Рене, чтобы навестить брата своей матери Мишеля Мюссона. После окончания американской гражданской войны Рене присоединился к хлопковому бизнесу своего дяди в Новом Орлеане. Почти вся экономика Нового Орлеана в те годы основывалась на торговле хлопком.
Дега должен был вернуться в Европу в январе 1873 года, но его возвращение затянулось, и тогда наброски, которые Дега создавал со своих родственников, подготовили появление группового портрета. Родственники также желали быть запечатлёнными на работе в семейной конторе.
Дега рассчитывал продать полотно британскому текстильному производителю, но начавшаяся мировая долгая депрессия, с последующим снижением продаж на рынках как хлопка, так и искусства положил конец этой надежде.
В 1876 году Дега выставил «Хлопковую контору в Новом Орлеане» на второй выставке импрессионистов в Париже. В 1878 году картину Дега приобрёл, на тот момент недавно основанный, французский Художественный музей в По.
Интерьеры и локацию в картине некоторые источники считают Хлопковой биржей в Новом Орлеане, имея в виду историческую Новоорлеанскую хлопковую биржу, в то время как на картине запечатлены интерьеры частной конторы родственников Дега, их офис при хлопковой фабрике, известной как «Factors' Row».

## Описание картины
«Хлопковая контора в Новом Орлеане» изображает хлопковый брокерский бизнес дяди Эдгара Дега. Пожилой мужчина, расположенный на переднем плане, — владелец конторы, дядя Эдгара — Мишель Мюссон. Несколько лет спустя после создания полотна его бизнес прекратит своё существование, не справившись с экономическим кризисом и перепроизводством хлопка-сырца на юге США.
Владелец конторы окружён служащими и запечатлён в разгаре рабочего дня. В своих руках дядя Дега рассматривает образец хлопка-сырца. Брат Эдгара Дега, Рене, изображён в центре читающим газету «The Daily Picayune». Другой брат, Ашиль, стоит слева в расслабленной непринуждённой позе, опираясь локтями на оконный проём. Два брата художника здесь единственные, кто не занимается бизнесом. Служащие конторы вместе с покупателями и поставщиками что-то обсуждают, рассматривая образцы хлопка на столе, несколько человек изображены на заднем плане. Конторщик справа занимается деловыми документами. В помещении царит деловая атмосфера.
Сюжет, воспроизведённый на полотне, позволяет продемонстрировать характерные портреты родственников, служащих и посетителей в их естественной рабочей среде.
Эдгар Дега, что становится особенно понятно по его дальнейшему творчеству, чётко и последовательно соблюдает спланированную им же самим композицию. Брокеры и служащие, запечатлённые в момент нахождения в конторе, образуют своеобразную гармонию и хорошо передают живую и деловую атмосферу места, где люди увлечённо заняты коммерческой деятельностью.